# Alto Pass (Illinois)
Alto Pass est un village situé au nord du comté d'Union dans l'Illinois, aux États-Unis,. Le village était initialement baptisé Quetil avant d'être fondé en 1875 sous son nom actuel. Il est incorporé le 3 juillet 1882.

## Démographie
Lors du recensement de 2010, le village comptait une population de 391 habitants. Elle est estimée, en 2016, à 378 habitants.

### Source de la traduction
- (en) Cet article est partiellement ou en totalité issu de l’article de Wikipédia en anglais intitulé « Alto Pass, Illinois » (voir la liste des auteurs).